# 锡根堡
锡根堡是德国巴伐利亚州的一个市镇。总面积25.57平方公里，总人口3427人，其中男性1723人，女性1704人（2011年12月31日），人口密度134人/平方公里。